# Magyarországi agrármúzeumok listája
Az alábbi lista Magyarország agrármúzeumait sorolja fel. A mezőgazdasági termékeket feldolgozó élelmiszeripari múzeumokat a Magyarországi iparmúzeumok listája tartalmazza.

## A lista
| Név                                                          | Cím                                                   | Alapítás ideje | Honlap                                                             |
| ------------------------------------------------------------ | ----------------------------------------------------- | -------------- | ------------------------------------------------------------------ |
| Aranyponty Halászati Múzeum                                  | 7014 Sáregres, Rétimajor                              | 2000           | https://www.aranyponty.hu/hu/retimajor/aranyponty-halaszati-muzeum |
| Bátyai Paprika és Falumúzeum                                 | 6351 Bátya, Bajai út 8.                               |                |                                                                    |
| Bormúzeum és Borászati Kultúra Háza                          | 3934 Tolcsva, Kossuth Lajos utca 55.                  | 2007           |                                                                    |
| Bugaci Pásztormúzeum                                         | 6114 Bugac, Nagybugac 135.                            | 1975           | https://www.knp.hu/hu/pasztormuzeum-bugac                          |
| Erdészet- és Vadászattörténeti kiállítás                     | 6525 Hercegszántó 0406 hrsz.                          |                |                                                                    |
| Ezerjó Bormúzeum és Pincegaléria                             | 8174 Balatonkenese, Táncsics utca 24.                 |                |                                                                    |
| Gabonatermesztési Eszköz- és Gépfejlődéstörténeti Gyűjtemény | 5741 Kétegyháza, Gyulai út 6.                         |                |                                                                    |
| Hajdu Ráfis János Mezőgazdasági Gépmúzeum                    | 3400 Mezőkövesd, Eötvös utca 32.                      |                |                                                                    |
| Halmúzeum                                                    | 2300 Ráckeve, Sas köz 3.                              | 2022           | https://www.halmuzeum.hu/                                          |
| Hortobágyi Pásztormúzeum                                     | 4071 Hortobágy, Petőfi tér 1.                         |                |                                                                    |
| István Pince és Nemzeti Bormúzeum                            | 3300 Eger, Csiky Sándor utca 30.                      |                |                                                                    |
| Magyar Fűszerpaprika Múzeum                                  | 6300 Kalocsa, Szent István király út 6.               |                |                                                                    |
| Magyar Mezőgazdasági Múzeum                                  | 1146 Budapest, Vajdahunyad sétány                     | 1896           | https://www.mezogazdasagimuzeum.hu/                                |
| Mezőgazdasági Eszköz- és Gépfejlődéstörténeti Szakmúzeum     | 2100 Gödöllő, Páter Károly utca 1.                    | 1987           | http://www.gepmuzeum.szie.hu/                                      |
| Országos Méhészeti Gyűjtemény és Múzeum                      | 2100 Gödöllő, Isaszegi út (Gödöllő-Állami telepeknél) | 1983           |                                                                    |
| Paprika Malom és Múzeum                                      | 6758 Röszke II. kerület, 50/b.                        |                | https://www.paprikamolnar.hu/muzeum/                               |
| Szarvasgomba Múzeum                                          | 5136 Jászszentandrás, Járási Iskola út 47.            | 2000-es évek   |                                                                    |
| Széchenyi Zsigmond Vadászati Múzeum                          | 3000 Hatvan, Kossuth tér 24.                          | 2014           | http://vadaszatimuzeum.hu/                                         |
| Trófea Múzeum                                                | 7100 Szekszárd, Bárányfok, Gemenci Szabadidő Központ  |                |                                                                    |
| Villányi Bormúzeum és Gál Pince                              | 7773 Villány, Bem József utca 8.                      |                |                                                                    |
| Zilahy Aladár Erdészeti Múzeum                               | 3348 Szilvásvárad, Szalajka-völgy                     | 1986           | https://erdeszetimuzeumszilvas.webnode.hu/kapcsolat/               |

## Egyéb muzeális jellegű intézmények
- A Soproni Egyetem Erdészeti, Faipari és Földmérés-történeti Gyűjteménye (9400 Sopron, Templom utca 4.)[21][22]
- Georgikon Majortörténeti Kiállítóhely (8360 Keszthely, Bercsényi u. 65-67.)[23]
- Göcsej kincsei, az erdő és a fa kiállítás (8960 Lenti, Táncsics u. 11.)[24]
- Csabai Tanya és Gabonatermesztés-történeti Kiállítóhely, néhol Gabonamúzeum (5600 Békéscsaba Gyulai út 65.)[25]
- Reguly Antal Szakképző Iskola és Kollégium – Agrárműszaki Emlékek Gyűjteménye (8420, Zirc Szabadság u. 10.)[26]
- József Attila Múzeum Hagymásháza (6900 Makó, Megyeház u. 4.)[27]

## Egyéb irodalom
- (főszerk.) Balassa M. Iván: Magyarország múzeumai. Múzeumlátogatók kézikönyve, Vince Kiadó Kft., Budapest, 2001, ISBN 963-9192-93-7
- Béni György – Balassa Iván: Magyar múzeumok, Népművelési Propaganda Iroda, Budapest, 1969
- Kiss László: Múzeumok. Intézményi adattárak, Népművelési Propaganda Iroda, Budapest, 1975, ISBN 963-201-009-4 (Helyismereti kutatók kézikönyvei-sorozat)
- Vadas József: Budapesti múzeumi kalauz, Corvina Kft., Budapest, 1993, ISBN 963-13-3791-X